# Midnights
Midnights (englisch für „Mitternächte“) ist das zehnte Studioalbum der US-amerikanischen Sängerin Taylor Swift. Es erschien im Oktober 2022 und erreichte in zahlreichen Ländern Platz eins der Charts.

## Veröffentlichung und Promotion
Am 28. August 2022 nahm Taylor Swift an den VMA Awards teil. Nachdem sie für All Too Well (Taylor’s Version) den Zuschauer-Preis für das beste Video des Jahres gewonnen hatte, kündigte sie in ihrer Dankesrede die Veröffentlichung ihres neuen Albums für den 21. Oktober an.
Ab dem 29. August 2022 konnte das Album vorbestellt werden. Vom 1. September bis zum 7. September konnte man auf Swifts Website neben der Standard-Version das Album in drei Special Editions (Jade Green, Blood Moon, Mahogany) mit jeweils unterschiedlichem Artwork als CD oder Vinyl vorbestellen. Ab dem 13. September 2022 waren außerdem die Lavender Edition mit einem weiteren Song und zwei Remix-Versionen bei Target und außerhalb Nordamerikas in ihrem Online-Shop zur Vorbestellung erhältlich. Ab dem 16. September 2022 waren die drei Special Editions erneut zur Vorbestellung verfügbar, wobei bekannt wurde, dass die Backcovers der drei Special Editions sowie der Standard-Edition das Ziffernblatt einer Uhr ergeben. Dazu kann ein Clock Set mit Halterungen und einem Uhrwerk bestellt werden, sodass alle vier Editionen tatsächlich als Uhr verwendet werden können. Am 27. September erschien eine Merch-Collection zu dem Album.
In der Serie Midnights Mayhem with Me kündigte Swift auf TikTok vom 21. September bis zum 7. Oktober die komplette Tracklist an.
Am 16. Oktober kündigte Swift auf Instagram ein erstes Musikvideo für die Lead-Single Anti-Hero an, das am Tag der Album-Veröffentlichung erschienen ist. Am 25. Oktober folgte ein Musikvideo zu Bejeweled und schließlich am 27. Januar 2023 ein Musikvideo zu Lavender Haze. Zuletzt erschien ein Musikvideo zu Karma (feat. Ice Spice) in der Nacht auf den 27. Mai, welches während eines Konzertes in East Rutherford uraufgeführt wurde. Bei allen vier Werken führte Swift Regie.
Vom 7. bis 11. November veröffentlichte Swift eine Reihe von Remixes für den Song Anti-Hero, darunter von Jack Antonoffs Band Bleachers, vom deutschen Musiker Roosevelt und vom französischen DJ Kungs. Am 4. Januar 2023 konnten für 12 Stunden vier weitere digitale Albumversionen auf Swifts Website erworben werden. Jede von ihnen beinhaltet ein zusätzliches Cover und ein „Behind the Song“ über eines der vier Songs Anti-Hero, Bejeweled, Karma und Mastermind. Am 31. März erschien zusätzlich eine Akustikversion von Lavender Haze.

## Musik und Texte
„We lie awake in love and in fear, in turmoil and in tears. We stare at walls and drink until they answer back. We twist in our self-made cages and pray that we aren’t – right this minute – about to make some fateful life-altering mistake.
This is a collection of music written in the middle of the night, a journey through terrors and sweet dreams. The floor we pace and the demons we face. For all of us who have tossed and turned and decided to keep the laterns lit and to go searching – hoping that just maybe, when the clock strikes twelve … we’ll meet ourselves.
Midnights, the stories of 13 sleepless nights scattered thoughout my life, will be our October 21. Meet me at midnight.“

„Wir liegen wach in Liebe und in Furcht, in Aufruhr und in Tränen. Wir starren an Wände und betrinken uns, bis sie zurück antworten. Wir drehen uns in unseren selbstgebauten Käfigen und beten, dass wir nicht – genau in dieser Minute – dabei sind einen schicksalhaften, lebensverändernden Fehler machen.
Das ist eine Sammlung voller mitten in der Nacht geschriebener Musik, eine Reise durch Schrecken und süße Träume. Den Fußboden, den wir beschreiten, und die Dämonen, denen wir uns stellen. Für alle von uns, die sich geschüttelt und gedreht und entschieden haben die Laterne angezündet zu lassen und suchen zu gehen – hoffend, dass sie nur vielleicht, wenn die Uhr 12 schlägt […] sich selbst finden werden.
Midnights, die Geschichten von 13 schlaflosen Nächten verstreut in meinem ganzen Leben, wird am 21. Oktober rauskommen. Treffe mich um Mitternacht.“

Lana Del Rey ist bei dem Lied Snow on the Beach als Gastsängerin zu hören. Dies ist die erste Zusammenarbeit der beiden Sängerinnen.

## Titelliste
| Nr.          | Titel                                  | Autor(en)                                                                    | Länge |
| ------------ | -------------------------------------- | ---------------------------------------------------------------------------- | ----- |
| 1.           | Lavender Haze                          | Taylor Swift, Jack Antonoff, Zoë Kravitz, Mark Spears, Jahaan Sweet, Sam Dew | 3:22  |
| 2.           | Maroon                                 | Swift, Antonoff                                                              | 3:38  |
| 3.           | Anti-Hero                              | Swift, Antonoff                                                              | 3:20  |
| 4.           | Snow on the Beach (feat. Lana Del Rey) | Swift, Del Rey, Antonoff                                                     | 4:16  |
| 5.           | You’re On Your Own, Kid                | Swift, Antonoff                                                              | 3:14  |
| 6.           | Midnight Rain                          | Swift, Antonoff                                                              | 2:54  |
| 7.           | Question…?                             | Swift, Antonoff                                                              | 3:30  |
| 8.           | Vigilante Shit                         | Swift                                                                        | 2:44  |
| 9.           | Bejeweled                              | Swift, Antonoff                                                              | 3:14  |
| 10.          | Labyrinth                              | Swift, Antonoff                                                              | 4:07  |
| 11.          | Karma                                  | Swift, Antonoff, Spears, Sweet, Keanu Torres                                 | 3:24  |
| 12.          | Sweet Nothing                          | Swift, William Bowery                                                        | 3:08  |
| 13.          | Mastermind                             | Swift, Antonoff                                                              | 3:11  |
| Gesamtlänge: | Gesamtlänge:                           | Gesamtlänge:                                                                 | 44:02 |

| Nr.          | Titel                         | Autor(en)                    | Länge |
| ------------ | ----------------------------- | ---------------------------- | ----- |
| 14.          | The Great War                 | Swift, Aaron Dessner         | 4:00  |
| 15.          | Bigger Than The Whole Sky     | Swift, Antonoff              | 3:39  |
| 16.          | Paris                         | Swift, Antonoff              | 3:16  |
| 17.          | High Infidelity               | Swift, Dessner               | 3:51  |
| 18.          | Glitch                        | Swift, Antonoff, Spears, Dew | 2:29  |
| 19.          | Would've, Could've, Should've | Swift, Dessner               | 4:20  |
| 20.          | Dear Reader                   | Swift, Antonoff              | 3:45  |
| Gesamtlänge: | Gesamtlänge:                  | Gesamtlänge:                 | 69:20 |

| Nr.          | Titel                                   | Autor(en)                | Länge |
| ------------ | --------------------------------------- | ------------------------ | ----- |
| 14.          | Hits Different                          | Swift, Antonoff, Dessner | 3:54  |
| 15.          | You're On Your Own, Kid (Strings Remix) | Swift, Antonoff          | 3:20  |
| 16.          | Sweet Nothing (Piano Remix)             | Swift, Bowery            | 3:28  |
| Gesamtlänge: | Gesamtlänge:                            | Gesamtlänge:             | 54:50 |

| Nr.          | Titel                                       | Autor(en)                                    | Länge |
| ------------ | ------------------------------------------- | -------------------------------------------- | ----- |
| 21.          | Hits Different                              | Swift, Antonoff, Dessner                     | 3:54  |
| 22.          | Snow on the Beach (feat. more Lana Del Rey) | Swift, Del Rey, Antonoff                     | 3:50  |
| 23.          | Karma (feat. Ice Spice)                     | Swift, Antonoff, Spears, Sweet, Keanu Torres | 3:22  |
| Gesamtlänge: | Gesamtlänge:                                | Gesamtlänge:                                 | 80:26 |

| Nr. | Titel                                       | Autor(en)                                    | Länge |
| --- | ------------------------------------------- | -------------------------------------------- | ----- |
| 14. | The Great War                               | Swift, Aaron Dessner                         | 4:00  |
| 15. | Bigger Than The Whole Sky                   | Swift, Antonoff                              | 3:39  |
| 16. | High Infidelity                             | Swift, Dessner                               | 3:51  |
| 17. | Would’ve, Could’ve, Should’ve               | Swift, Dessner                               | 4:20  |
| 18. | Dear Reader                                 | Swift, Antonoff                              | 3:45  |
| 19. | You’re Losing Me (From The Vault)           | Swift, Antonoff                              | 4:38  |
| 20. | Snow on the Beach (feat. more Lana Del Rey) | Swift, Del Rey, Antonoff                     | 3:50  |
| 21. | Karma (feat. Ice Spice)                     | Swift, Antonoff, Spears, Sweet, Keanu Torres | 3:22  |

## Kommerzieller Erfolg

### Chartplatzierungen

#### Album
Midnights erreichte unter anderem Platz eins der deutschen Albumcharts. Die Sängerin stand damit zum ersten Mal an der Spitze der deutschen Albumcharts. Im Oktober 2022 belegte das Album ebenfalls die Chartspitze der deutschen Vinylcharts, hier ist es ebenfalls ihre erste Nummer-eins-Platzierung. Das Schallplattenmedium verkaufte sich alleine in der ersten Verkaufswoche über 17.000 Mal. 2022 belegte das Album Rang vier der deutschen Album-Jahrescharts sowie Rang zwei der deutschen Vinyl-Jahrescharts. In den Vinyl-Jahrescharts musste sich das Album lediglich Zeit von Rammstein geschlagen geben. Im Folgejahr belegte das Album Rang nochmals Rang neun der deutschen Album-Jahrescharts sowie Rang acht der Vinyl-Jahrescharts.
Am Veröffentlichungstag wurde Midnights 185 Millionen Mal auf Spotify gestreamt und brach damit den Rekord für das meistgestreamte Album innerhalb eines Tages auf der Plattform und übertraf den bisherigen Rekordhalter, Certified Lover Boy von Drake um 30 Millionen Streams. Swifts komplette Diskografie an diesem Tag wurde 228 Millionen Mal gestreamt, wodurch die Sängerin zum meistgestreamten Interpreten an einem Tag wurde und als erste die Marke von 200 Millionen Streams an einem Tag überschritt. Midnights knackte auch den Rekord für die meisten Streams an einem Tag für ein Pop-Album auf Apple Music, für die meisten Streams eines Albums sowohl an einem Tag als auch in einer Woche bei Amazon Music und den Rekord für die meisten Suchanfragen bei Amazon Alexa an einem Tag. Nach einer Woche übertraf Midnights mit 776 Millionen Streams den bisherigen Rekord (Un verano sin ti von Bad Bunny) für das meistgestreamte Album innerhalb einer Woche auf Spotify um 150 Millionen Streams. Damit fielen die Streams von Midnights in der Veröffentlichungswoche doppelt so hoch aus wie für Swifts Vorgängeralbum Red (Taylor’s Version).
| ChartsChartplatzierungen       | Höchstplatzierung | Wochen |
| ------------------------------ | ----------------- | ------ |
| Deutschland (GfK)              | 1 (… Wo.)         | …      |
| Österreich (Ö3)                | 1 (117 Wo.)       | 117    |
| Schweiz (IFPI)                 | 1 (100 Wo.)       | 100    |
| Vereinigte Staaten (Billboard) | 1 (… Wo.)         | …      |
| Vereinigtes Königreich (OCC)   | 1 (… Wo.)         | …      |

| ChartsJahrescharts (2022)      | Platzierung |
| ------------------------------ | ----------- |
| Deutschland (GfK)              | 4           |
| Österreich (Ö3)                | 3           |
| Schweiz (IFPI)                 | 9           |
| Vereinigte Staaten (Billboard) | 4           |
| Vereinigtes Königreich (OCC)   | 3           |

| ChartsJahrescharts (2023)      | Platzierung |
| ------------------------------ | ----------- |
| Deutschland (GfK)              | 9           |
| Österreich (Ö3)                | 3           |
| Schweiz (IFPI)                 | 12          |
| Vereinigte Staaten (Billboard) | 2           |
| Vereinigtes Königreich (OCC)   | 2           |

| ChartsJahrescharts (2024)      | Platzierung |
| ------------------------------ | ----------- |
| Deutschland (GfK)              | 11          |
| Österreich (Ö3)                | 8           |
| Schweiz (IFPI)                 | 49          |
| Vereinigte Staaten (Billboard) | 10          |
| Vereinigtes Königreich (OCC)   | 22          |

#### Singles
Mit dem Album gelang es Taylor Swift im Oktober 2022 als erstem Interpreten, die obersten 10 Plätze der Billboard Hot 100 mit eigenen Stücken zu belegen.
| Jahr | Titel                             | Höchstplatzierung, Gesamtwochen, AuszeichnungChartplatzierungen (Jahr, Titel, , Platzierungen, Wochen, Auszeichnungen, Anmerkungen) | Höchstplatzierung, Gesamtwochen, AuszeichnungChartplatzierungen (Jahr, Titel, , Platzierungen, Wochen, Auszeichnungen, Anmerkungen) | Höchstplatzierung, Gesamtwochen, AuszeichnungChartplatzierungen (Jahr, Titel, , Platzierungen, Wochen, Auszeichnungen, Anmerkungen) | Höchstplatzierung, Gesamtwochen, AuszeichnungChartplatzierungen (Jahr, Titel, , Platzierungen, Wochen, Auszeichnungen, Anmerkungen) | Höchstplatzierung, Gesamtwochen, AuszeichnungChartplatzierungen (Jahr, Titel, , Platzierungen, Wochen, Auszeichnungen, Anmerkungen) | Anmerkungen                                                                     |
| Jahr | Titel                             | DE | AT | CH | UK | US | Anmerkungen                                                                     |
| --- | --------------------------------- | --- | --- | --- | --- | --- | ------------------------------------------------------------------------------- |
| 2022 | Anti-Hero                         | DE7 Platin · (57 Wo.)DE | AT6 ×2Doppelplatin · (52 Wo.)AT | CH6 Platin · (45 Wo.)CH | UK1 ×3Dreifachplatin · (50 Wo.)UK                                                                                                   | US1 (53 Wo.)US | Erstveröffentlichung: 21. Oktober 2022 Verkäufe: + 4.900.000                    |
| 2023 | Lavender Haze                     | DE71 (1 Wo.)DE | AT15 (2 Wo.)AT | CH18 (4 Wo.)CH | UK3 Platin · (22 Wo.)UK | US2 (29 Wo.)US | Erstveröffentlichung: 27. Januar 2023 Verkäufe: + 1.160.000                     |
| 2023 | Karma                             | DE— aDE | — | — | UK12 Platin · (13 Wo.)UK | US2 (30 Wo.)US | Erstveröffentlichung: 26. Mai 2023 Verkäufe: + 1.375.000; Remix feat. Ice Spice |
| 2023 | You’re Losing Me (from the Vault) | DE— bDE | — | CH82 (1 Wo.)CH | UK20 Silber · (5 Wo.)UK | US27 (7 Wo.)US | Erstveröffentlichung: 29. November 2023 Verkäufe: + 250.000                     |
| Folgende Lieder erschienen nicht als Single, wurden aber durch das Album zum Download und Streaming bereitgestellt und konnten somit eine Platzierung erlangen: |                                   | | | | | |                                                                                 |
| |                                   | | | | | |                                                                                 |
| 2022 | The Great War                     | DE— cDE | — | — | UK— SilberUK | US26 (4 Wo.)US | Charteinstieg: 28. Oktober 2022 Verkäufe: + 305.000                             |
| 2022 | Snow on the Beach                 | DE74 (1 Wo.)DE | AT12 (3 Wo.)AT | CH16 (4 Wo.)CH | UK4 Gold · (10 Wo.)UK | US4 (8 Wo.)US | Charteinstieg: 30. Oktober 2022 Verkäufe: + 795.000; feat. Lana Del Rey         |
| 2022 | Maroon                            | DE96 (1 Wo.)DE | — | — | UK— GoldUK | US3 (7 Wo.)US | Charteinstieg: 5. November 2022 Verkäufe: + 620.000                             |
| 2022 | Midnight Rain                     | DE92 (1 Wo.)DE | AT52 (1 Wo.)AT | — | UK— GoldUK | US5 (8 Wo.)US | Charteinstieg: 5. November 2022 Verkäufe: + 720.000                             |
| 2022 | Bejeweled                         | DE— dDE | — | — | UK63 Gold · (2 Wo.)UK | US6 (9 Wo.)US | Charteinstieg: 5. November 2022 Verkäufe: + 815.000                             |
| 2022 | Question…?                        | DE— eDE | — | — | UK— SilberUK | US7 (5 Wo.)US | Charteinstieg: 5. November 2022 Verkäufe: + 345.000                             |
| 2022 | You’re on Your Own, Kid           | DE— fDE | — | — | UK65 Gold · (6 Wo.)UK | US8 (6 Wo.)US | Charteinstieg: 5. November 2022 Verkäufe: + 720.000                             |
| 2022 | Vigilante Shit                    | DE— gDE | — | — | UK— SilberUK | US10 (6 Wo.)US | Charteinstieg: 5. November 2022 Verkäufe: + 345.000                             |
| 2022 | Mastermind                        | — | — | — | UK— SilberUK | US13 (5 Wo.)US | Charteinstieg: 5. November 2022 Verkäufe: + 345.000                             |
| 2022 | Labyrinth                         | — | — | — | UK— SilberUK | US14 (5 Wo.)US | Charteinstieg: 5. November 2022 Verkäufe: + 345.000                             |
| 2022 | Sweet Nothing                     | — | — | — | UK— SilberUK | US15 (5 Wo.)US | Charteinstieg: 5. November 2022 Verkäufe: + 345.000                             |
| 2022 | Would’ve Could’ve Should’ve       | — | — | — | UK— SilberUK | US20 (4 Wo.)US | Charteinstieg: 5. November 2022 Verkäufe: + 305.000                             |
| 2022 | Bigger Than the Whole Sky         | — | — | — | — | US21 (4 Wo.)US | Charteinstieg: 5. November 2022 Verkäufe: + 35.000                              |
| 2022 | Paris                             | — | — | — | — | US32 (3 Wo.)US | Charteinstieg: 5. November 2022 Verkäufe: + 35.000                              |
| 2022 | High Infidelity                   | — | — | — | — | US33 (3 Wo.)US | Charteinstieg: 5. November 2022 Verkäufe: + 35.000                              |
| 2022 | Glitch                            | — | — | — | — | US41 (2 Wo.)US | Charteinstieg: 5. November 2022 Verkäufe: + 35.000                              |
| 2022 | Dear Reader                       | — | — | — | — | US45 (2 Wo.)US | Charteinstieg: 5. November 2022 Verkäufe: + 35.000                              |

### Auszeichnungen für Musikverkäufe
| Land/Region                  | Auszeichnungen für Musikverkäufe (Land/Region, Auszeichnung, Verkäufe) | Verkäufe  |
| ---------------------------- | ---------------------------------------------------------------------- | --------- |
| Australien (ARIA)            | 3× Platin                                                              | 210.000   |
| Belgien (BRMA)               | Gold                                                                   | 10.000    |
| Dänemark (IFPI)              | 2× Platin                                                              | 40.000    |
| Deutschland (BVMI)           | Platin                                                                 | 200.000   |
| Frankreich (SNEP)            | Platin                                                                 | 100.000   |
| Italien (FIMI)               | Platin                                                                 | 50.000    |
| Kanada (MC)                  | 6× Platin                                                              | 480.000   |
| Mexiko (AMPROFON)            | Platin                                                                 | 140.000   |
| Neuseeland (RMNZ)            | 5× Platin                                                              | 75.000    |
| Norwegen (IFPI)              | Gold                                                                   | 10.000    |
| Österreich (IFPI)            | Platin                                                                 | 15.000    |
| Polen (ZPAV)                 | 3× Platin                                                              | 60.000    |
| Portugal (AFP)               | Platin                                                                 | 7.000     |
| Schweiz (IFPI)               | Gold                                                                   | 10.000    |
| Spanien (Promusicae)         | 2× Platin                                                              | 80.000    |
| Vereinigte Staaten (RIAA)    | 2× Platin                                                              | 2.000.000 |
| Vereinigtes Königreich (BPI) | 3× Platin                                                              | 900.000   |
| Insgesamt                    | 3× Gold · 32× Platin ·                                                 | 4.390.000 |

Hauptartikel: Taylor Swift/Auszeichnungen für Musikverkäufe/Alben